# 大和証券SMBCプリンシパル・インベストメンツ
大和証券エスエムビーシープリンシパル・インベストメンツ株式会社（だいわしょうけん－）は、旧大和証券キャピタル・マーケッツ株式会社（大和証券CM：2012年4月1日付けで「（3代目）大和証券」に統合）の子会社にあたる投資会社。
大和証券SMBCプリンシパル・インベストメンツ、大和証券SMBCPI、大和証券SMBC-PIなどとも表記される。

## 概説

### 旧法人の営業開始
それまで（旧）大和証券SMBCが行っていた不良債権を含む金銭債権、不動産、プライベート・エクイティ（未公開投資）への投資業務について、より専門的かつ機動的に対応するために、子会社として独立させ、2001年10月1日より、大和証券エスエムビーシープリンシパル・インベストメンツ株式会社（大和証券SMBC-PI）として営業開始。

### 合弁解消に伴う会社分割
親会社であった（旧）大和証券SMBCは、大和証券グループ本社と三井住友フィナンシャルグループ（SMFG）の合弁契約解消により、2009年12月31日に大和証券グループ本社の完全子会社となった後、社名も「大和証券キャピタルマーケッツ（大和証券CM）」となった。そのため、大和証券SMBCPIについては、2010年2月1日に会社分割と商号変更を行い、既存事業を承継する三井住友銀行（SMBC）40%出資の（新）大和証券エスエムビーシープリンシパル・インベストメンツ株式会社と、その他の事業を承継する大和PIパートナーズ株式会社（旧大和証券エスエムビーシープリンシパル・インベストメンツ株式会社）に分割された。

## 沿革

### 旧法人
- 1998年3月 - 大和証券SMBCにおいて業務開始。
- 2001年9月4日 - 大和証券SMBCの完全子会社として、大和証券エスエムビーシープリンシパル・インベストメンツ株式会社を発足。
- 2001年10月1日 - 大和証券エスエムビーシープリンシパル・インベストメンツ株式会社の営業開始。
- 2009年12月31日 - 親会社の大和証券SMBCとともに、大和証券グループ本社が完全子会社化。
- 2010年2月1日
  - 既存事業について会社分割（吸収分割）を行い、受け皿会社の株式会社大和インベストメントマネジメント2号に承継させる。
  - 同時に、大和証券エスエムビーシープリンシパル・インベストメンツ株式会社から、大和PIパートナーズ株式会社に商号変更。

### 現法人
- 2010年2月1日
  - 株式会社大和インベストメントマネジメント2号が、会社分割（吸収分割）により、（旧）大和証券エスエムビーシープリンシパル・インベストメンツ株式会社の既存事業を承継。
  - 同時に、株式会社大和インベストメントマネジメント2号から（新）大和証券エスエムビーシープリンシパル・インベストメンツ株式会社に商号変更。
  - （新）大和証券エスエムビーシープリンシパル・インベストメンツ株式会社の株式は、大和証券グループ本社子会社の株式会社大和インベストメントマネジメント1号に60%、三井住友銀行に40%譲渡され、両社の合弁会社となる。

## 事業
- プライベート・エクイティ投資（未公開投資）
- 金銭債権投資
- 不動産投資
- 各種ファンドの組成・運営
- 排出権取引

## 投資先
- HMVジャパン株式会社 - 元HMV日本法人、現ローソン系列ローソンHMVエンタテインメト
- オギハラグループ
- 株式会社グランビスタホテル&リゾート - 旧三井観光開発、元三井系列→現地球経済活性化支援機構支援下
- 三洋電機株式会社 - 旧松下のOB会社、現パナソニック系列→パナソニックに吸収合併（簡易合併）
- 株式会社新星堂 - 元TSUTAYA系列
- 株式会社GDH - 現ゴンゾ(GONZO)
- ダイワ精工株式会社 - 現グローブライド
- 日本ドライケミカル株式会社 - 元旭硝子・三菱系列→元外資系
- 丸善株式会社 - 現DNP(大日本印刷)系列・丸善CHIホールディングス
- 三井鉱山株式会社 - 現日本コークス工業、元三井系列→現日本製鉄（旧新日鉄）・住商系列
- 三井住友建設株式会社 - 旧住友建設+旧三井建設、三井・住友系列
- 大樹生命保険株式会社 - 三井系列
- 明星電気株式会社 - 元NEC系列→現IHI系列